# Joe Higgs
Joe Higgs, född Joseph Benjamin Higgs den 3 juni 1940, död 18 december 1999, Los Angeles, var en jamaicansk ska- och reaggeartist. Han har arbetat med musiker som Bob Marley and the Wailers, Toots and the Maytals, och Jimmy Cliff.

## Död
Higgs dog i cancer den 18 december 1999 på Kaiser Hospital, Los Angeles.

## Diskografi
Studioalbum
- Life of Contradiction (1975)
- Unity is Power (1979)
- Triumph (1979)
- Family (1988)
- Blackman Know Yourself (med The Wailers, 1990)
- Joe and Marcia Together: Roots Combination (med Marcia Higgs, 1995)